# Appontement de Trompeloup

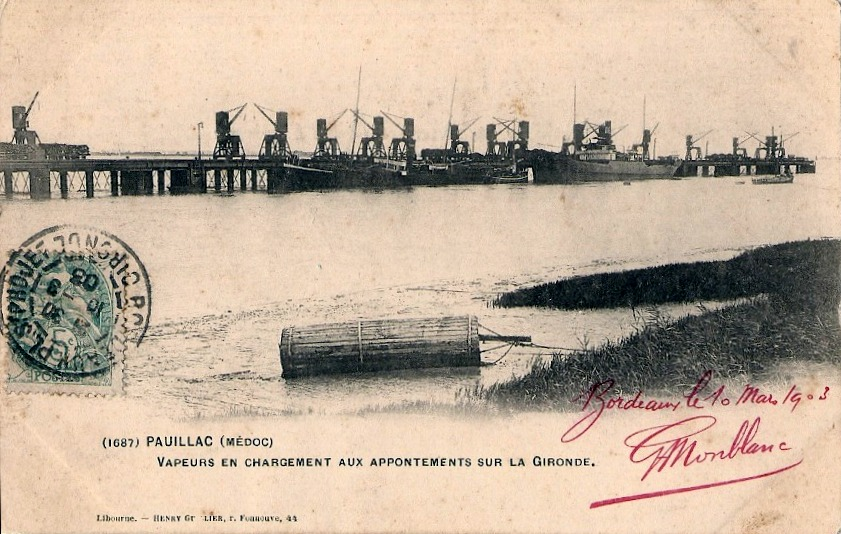
Appontement de Trompeloup (um 1900)

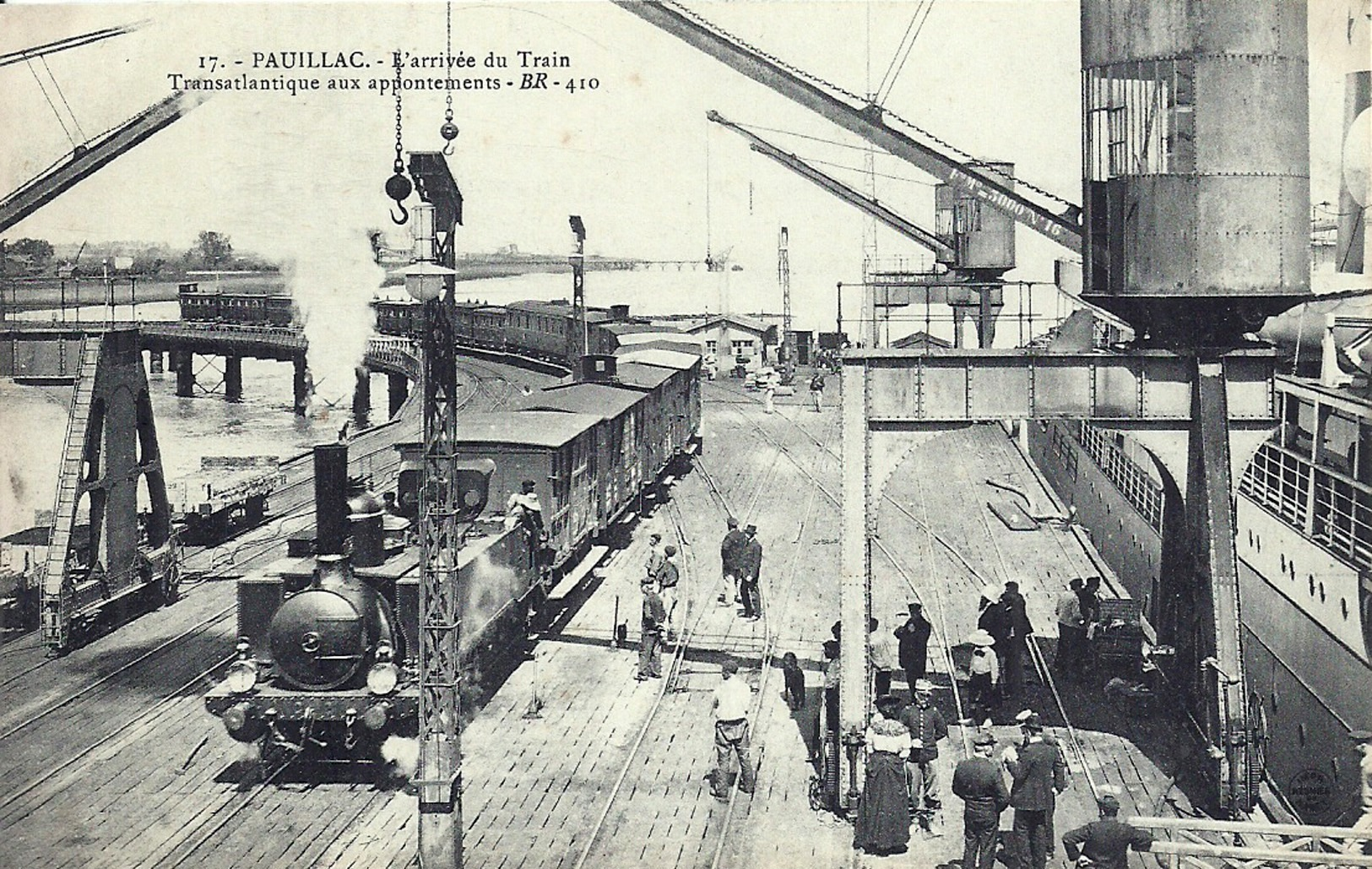
Zug bei der Ankunft auf dem Appontement de Trompeloup

Der Appontement de Trompeloup ist eine Landungsbrücke in Trompeloup in der Gemeinde Pauillac in Frankreich.

## Lage
Pauillac liegt auf der Halbinsel Médoc an der Gironde. Die Hafenstadt Bordeaux befindet sich rund 45 km flussaufwärts. Nachdem im Jahr 1870 die Bahnstrecke Bordeaux–Le Verdon der Compagnie du chemin de fer du Médoc Pouillac erreicht hatte, war Bordeaux schneller zu Lande als per Schiff auf der Gironde zu erreichen.

## Geschichte und Beschreibung

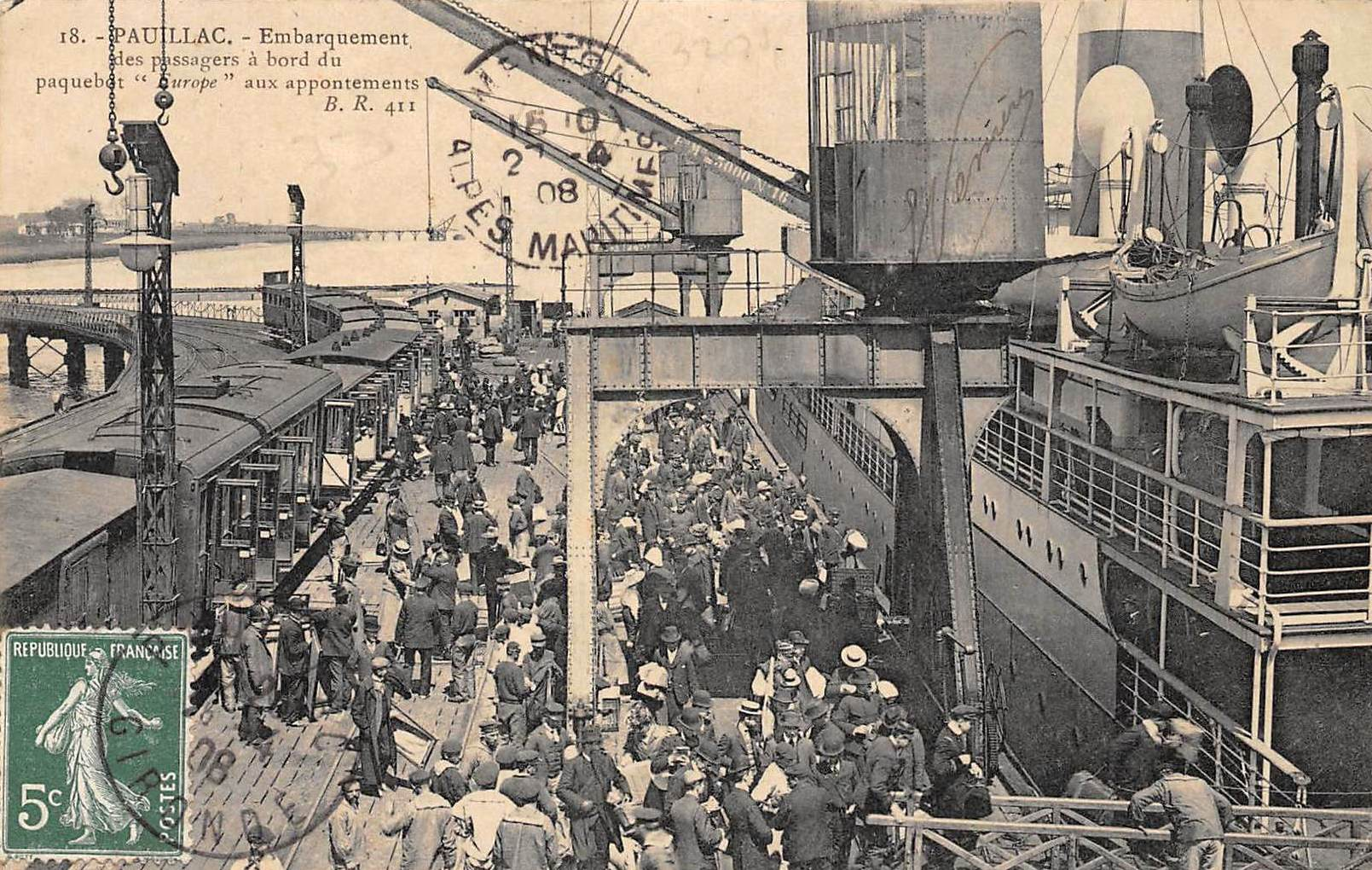
Umsteigen der Passagiere

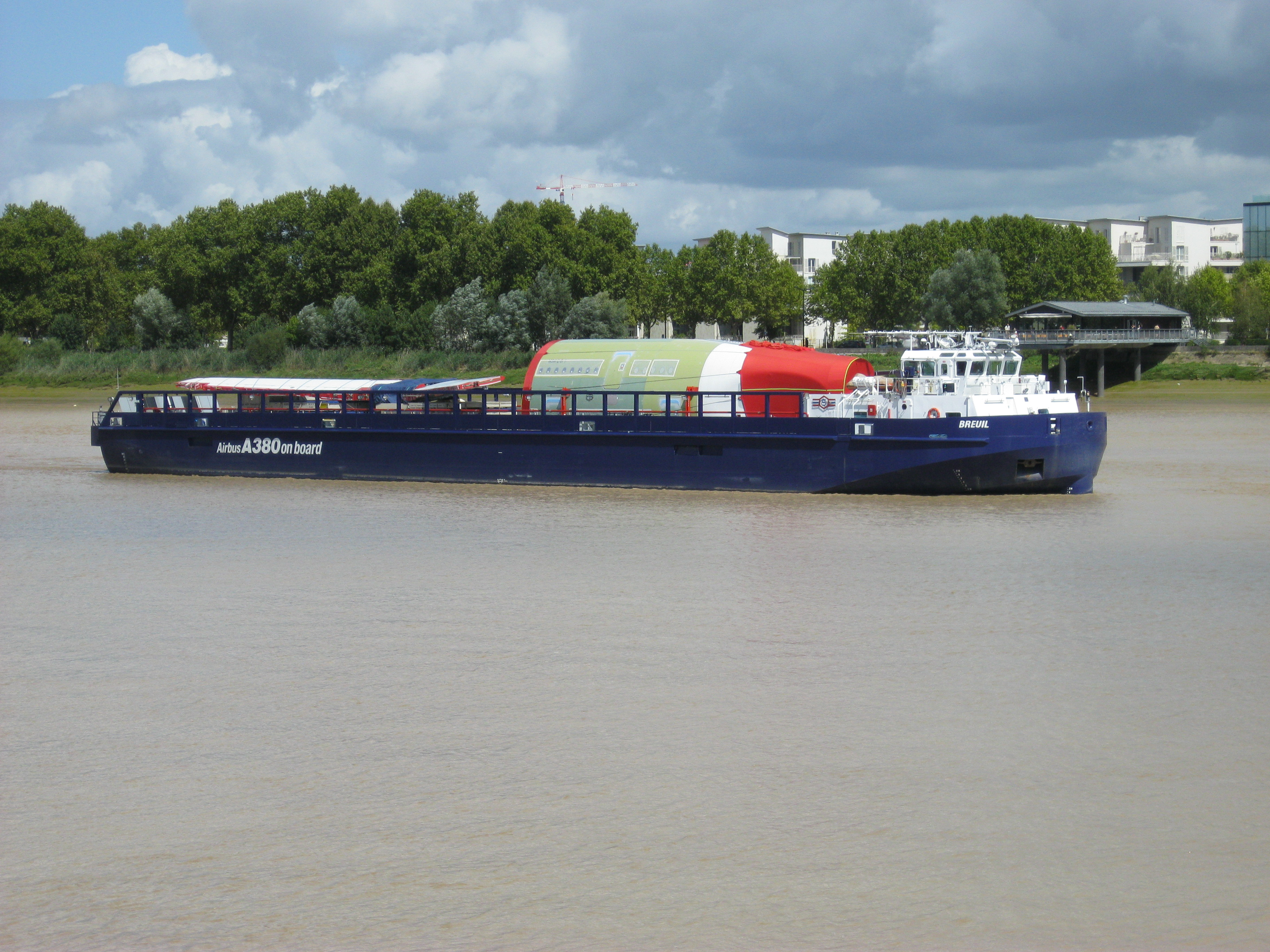
Binnenschiff Breuil auf dem Weg von Trompeloup nach Langon

Der Bau der Anlage geht auf eine Initiative der Brüder Émile und Isaac Pereire zurück, die Anteilseigner sowohl der Reederei Compagnie Générale Transatlantique als auch der Compagnie du chemin de fer du Médoc waren. Gegen den anfänglichen Widerstand der Stadtverwaltung und der Handelskammer von Bordeaux wurde 1893 mit dem Bau eines künstlichen Vorhafens in Trompeloup begonnen. Die gewählte Stelle war wegen eines dortigen, rund 10 m tiefen natürlichen Grabens, günstig.
In Form einer Landungsbrücke entstand, in ca. 100 m Abstand parallel zum Ufer, ein Schiffsanleger, an dem mehrere Passagierdampfer gleichzeitig Platz fanden. Er wurde auf Pfeilern im Wasser errichtet, bis auf seine Plattform wurden Eisenbahngleise verlegt. Somit konnten Schiffspassagiere auf kurzem Weg in die Züge umsteigen. Zahlreiche Reedereien nutzten den Anleger für den Linienverkehr mit Südamerika und den Antillen.
Der Appontement de Trompeloup war fast 400 m lang, die mit Bohlen belegte Plattform wies fünf Bahngleise, 25 Drehscheiben sowie 18 hydraulisch betriebene Hafenkräne auf. Ein Viadukt, das eine langgezogene Kurve beschrieb, verband die Landungsbrücke mit dem Festland.

Der Appontement de Trompeloup im frühen 20. Jahrhundert
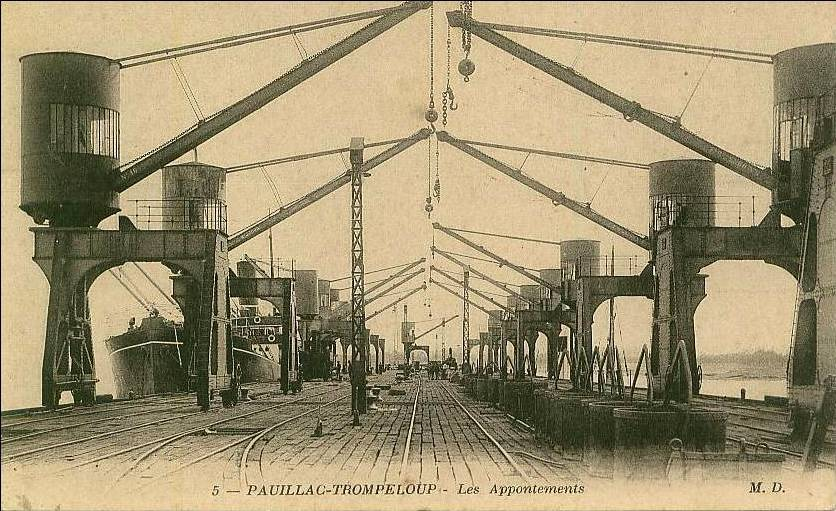
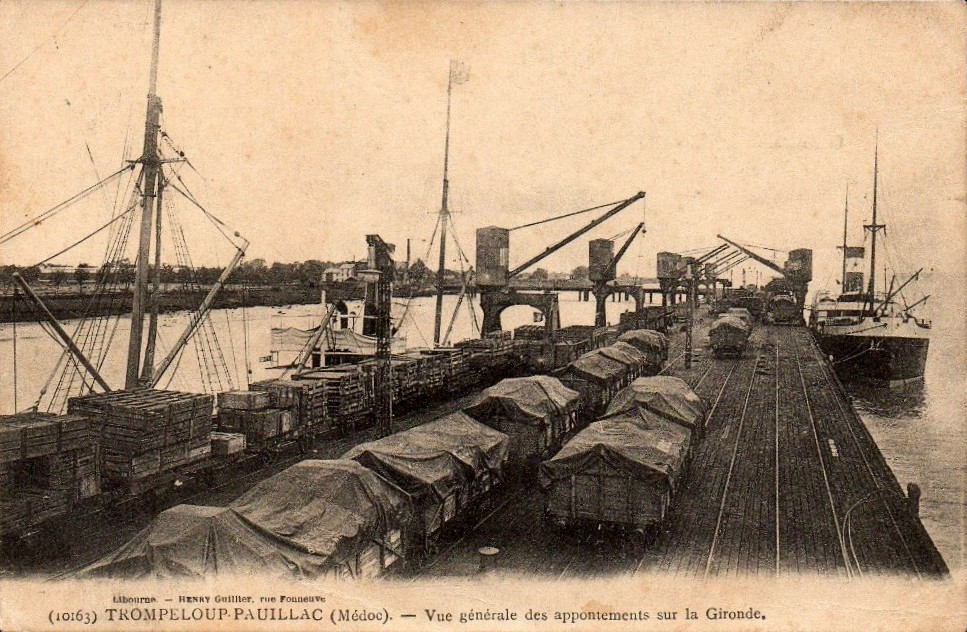
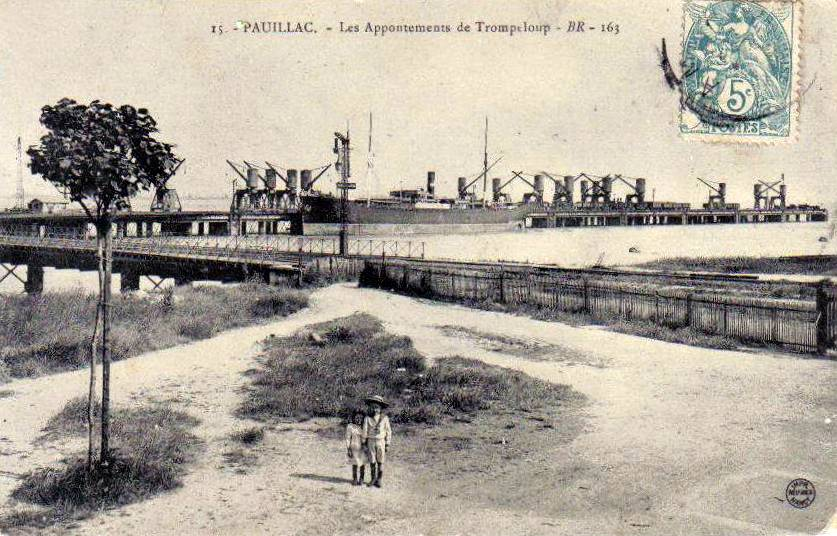
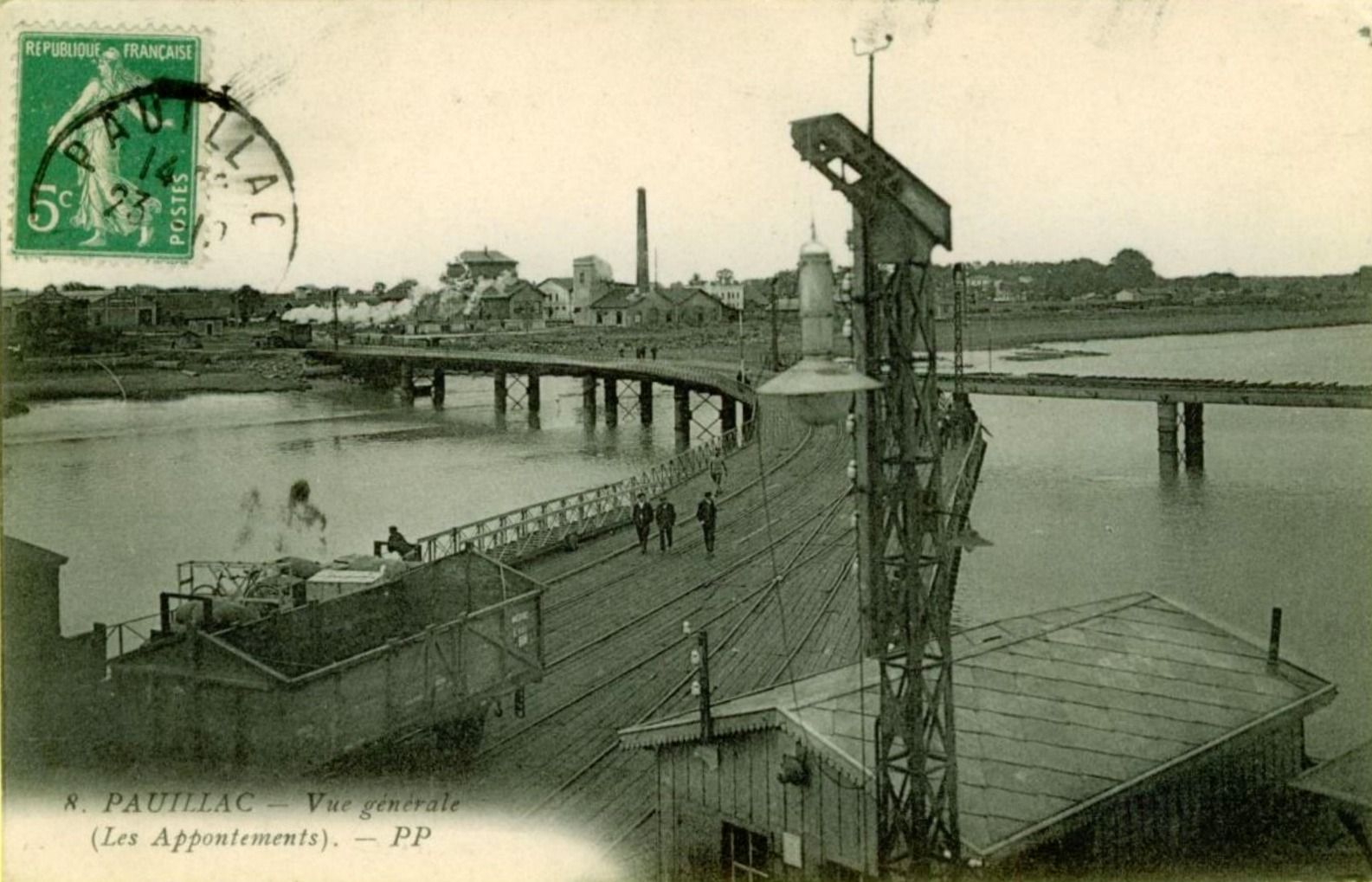

Gegen Ende des Ersten Weltkriegs wurde die Anlage intensiv von der United States Army genutzt. Bis in die frühen 1930er Jahre erlebte sie eine glorreiche Zeit. 1931 legte mit der Atlantique der damals größte Ozeandampfer der Route zwischen Europa und Südamerika am Appontement de Trompeloup an. Die bereits 1884 begonnene Vertiefung der Fahrrinne bis Bordeaux, schließlich aber auch der 1933 eröffnete, weiter seewärts gelegene, tidenunabhängige Môle d’Escale du Verdon schmälerten schließlich seine Bedeutung. Nach dem Luftangriff auf Guernica durch Kampfflugzeuge der deutschen Legion Condor kamen 1937 hunderte Flüchtlinge des Spanischen Bürgerkriegs auf Schiffen dort an. Am 4. August 1939 stach, auf Initiative Pablo Nerudas hin, das zu diesem Zweck umgebaute französische Frachtschiff Winnipeg mit 2500 spanischen Emigranten an Bord in Trompeloup nach Chile in See.
Mit der deutschen Besetzung Frankreichs im Zweiten Weltkrieg endete der zivile Betrieb der Anlage, fortan wurde sie von der Wehrmacht und der Kriegsmarine genutzt. Im Zuge der Kriegshandlungen wurde sie 1944 zerstört und 1952 in reduzierter Form wiederaufgebaut. Sie wurde als Erdöl-Verladestelle betrieben und später aufgegeben.
In den 2000er Jahren wurde der Appontement mit einer Länge von 290 Meter und einer Breite von 30 Meter erneut hergerichtet, um dort Teile des Airbus A380 auf ihrem Weg von Hamburg über Langon nach Toulouse von Seeschiffen auf Binnenschiffe umzuladen. Längs der Plattform wurde für den Umladevorgang flussseitig eine 150 m lange und 35 m breite Schwimmplattform angebracht, an der die Schiffe festmachen. Zum Einsatz kommen Spezialschiffe wie die seetaugliche Ciudad de Cádiz und das Flussschiff Breuil.